# التارنان
التارنان (به انگلیسی: Altarnun) یک روستا و محله مدنی در بریتانیا است که در کورن‌ول واقع شده‌است. التارنان ۴٬۰۳۸ نفر جمعیت دارد.